# 三河国分寺
三河国分寺（みかわこくぶんじ）は、愛知県豊川市八幡町（やわたちょう）本郷にある曹洞宗の寺院。山号は国府荘山。本尊は薬師如来。
奈良時代に聖武天皇の詔により日本各地に建立された国分寺のうち、三河国（参河国）国分僧寺の後継寺院にあたる。本項では現寺院とともに、古代寺院跡である三河国分寺跡（国の史跡）についても解説する。

## 概要
愛知県東部、豊川市街地から西方の音羽川と白川に挟まれた洪積台地（八幡台地）南端部に位置する。聖武天皇の詔で創建された国分寺の法燈を継ぐ寺院で、古代国分寺は10世紀後半頃に廃絶したと見られるが、その後の16世紀に現国分寺が再興されたという。再興後の境内は古代国分寺跡と重複していたが、現在は東方に移されている。付近では三河国分尼寺跡のほか三河国府跡（白鳥遺跡）・船山1号墳（東三河最大の古墳）も立地し、古くから政治的中心地であったことが知られる。
古代国分寺跡については1922年（大正11年）に国の史跡に指定され、1985年度（昭和60年度）以後に数次の発掘調査が実施されている。また現国分寺では、平安時代の作とされる銅鐘（国の重要文化財）・木造薬師如来坐像（愛知県指定有形文化財）を現在に伝世する。

## 歴史

### 古代

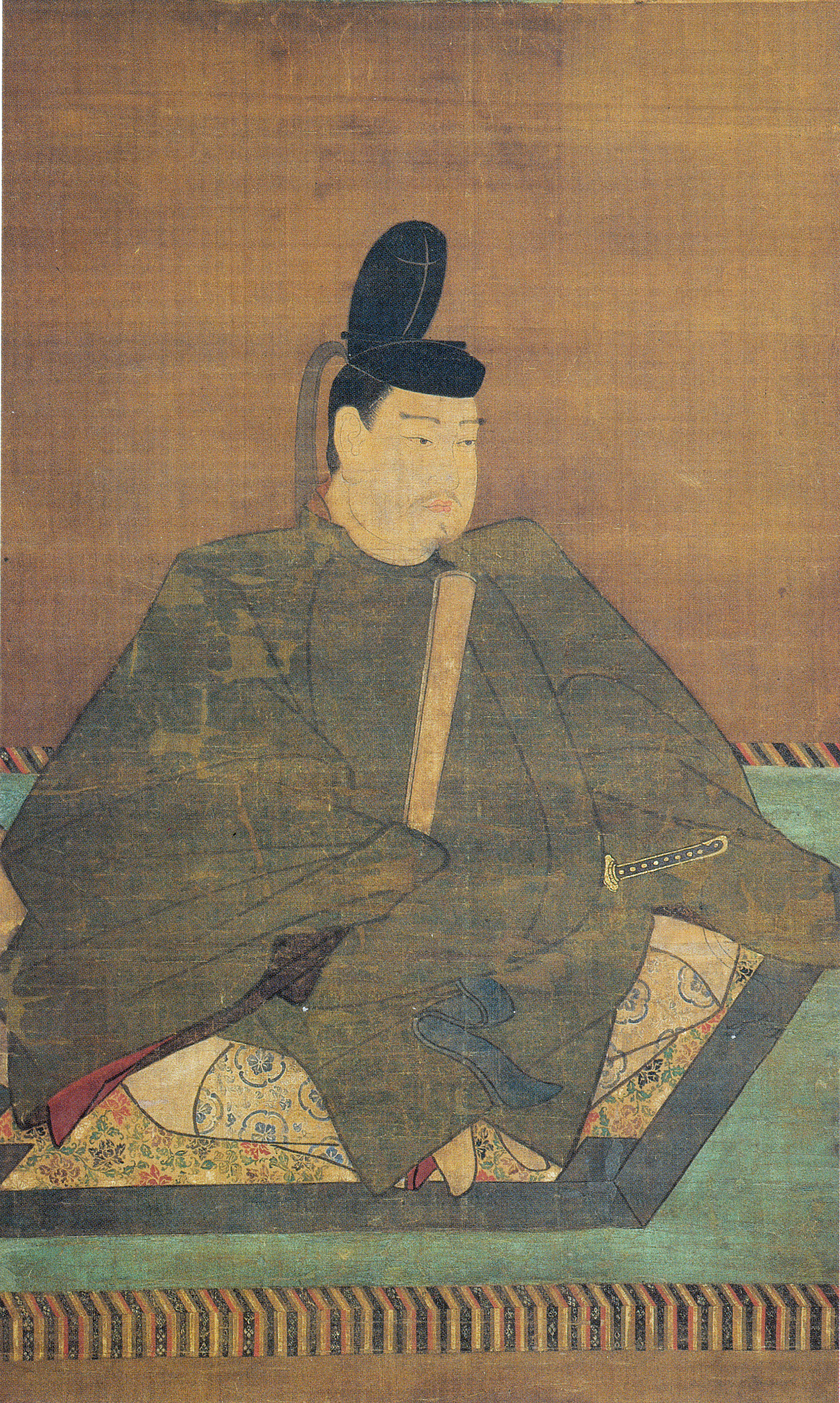
聖武天皇肖像

創建は不詳。天平13年（741年）の国分寺建立の詔の頃に創建されたと見られる。近年の発掘調査では、金堂に先立って塔が建立された点、三河国分寺の建立は国分尼寺にやや先行する点が明らかとなっている。特に尼寺跡出土の鬼瓦が形式化の進んだ様相であることから、両寺が他国の国分寺と比べて遅れ気味に建立された様子が示唆される。また現国分寺に伝わる銅鐘が平安時代初頭頃の作と推定されることから、この銅鐘を使用した国分寺または国分尼寺の鐘楼の建立自体が平安時代初頭まで下る可能性を指摘する説もある。
延長5年（927年）成立の『延喜式』主税上の規定では、参河国の国分寺料として稲2万束があてられている。
その後の変遷は詳らかでないが、発掘調査によれば10世紀後半頃の建物の荒廃・廃絶が認められる。

### 中世・近世
中世に入り、永正年間（1504-1521年）には機外和尚により現在の国府荘山国分寺が再興されたという。
永禄3年（1560年）には、今川氏真により八幡・国分寺が財賀寺領と定められており、両所は財賀寺（豊川市財賀町）の支配下にあった。天正6年（1578年）の「八幡国分寺寺領目録」では、「八幡国分寺領本所方」として田畑3貫580文が記載されているほか、天正17年（1589年）の「八幡国分寺領検地書出」にも記載が見える。「八幡国分寺」の記載から近在の八幡宮と一体化していた様子が示唆される。
近世には、慶安2年（1649年）に朱印社領として5石7斗が定められていた。

### 近代以降
近代以降については次の通り。

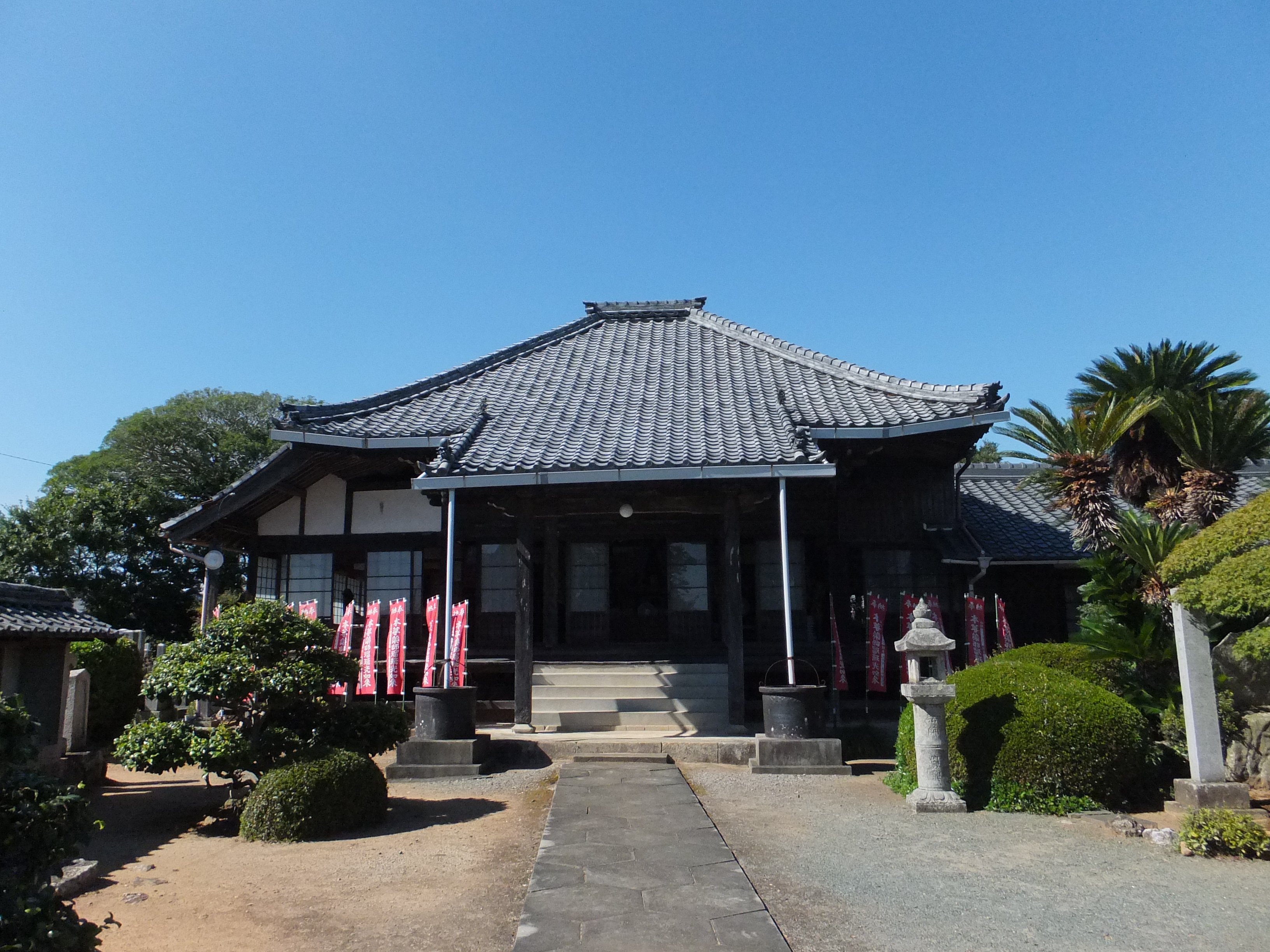
国府荘山国分寺 旧本堂2012年時点。以前は国分寺跡の金堂跡と重複して位置した。

- 1922年（大正11年）7月15日、銅鐘が国の重要文化財に指定[5]。
- 1922年（大正11年）10月12日、国分寺跡が国の史跡に指定（三河国分尼寺跡と同時）[3]。
- 1985-1988年度（昭和60-63年度）、伽藍・寺域確認の発掘調査（豊川市教育委員会）[4]。
- 2007-2009年度（平成19-21年度）、発掘調査（豊川市教育委員会）[6]。
- 2019年（平成31年）2月26日、史跡範囲の追加指定[7]。
- 2019年度（令和元年度）、発掘調査（豊川市教育委員会）。

## 境内

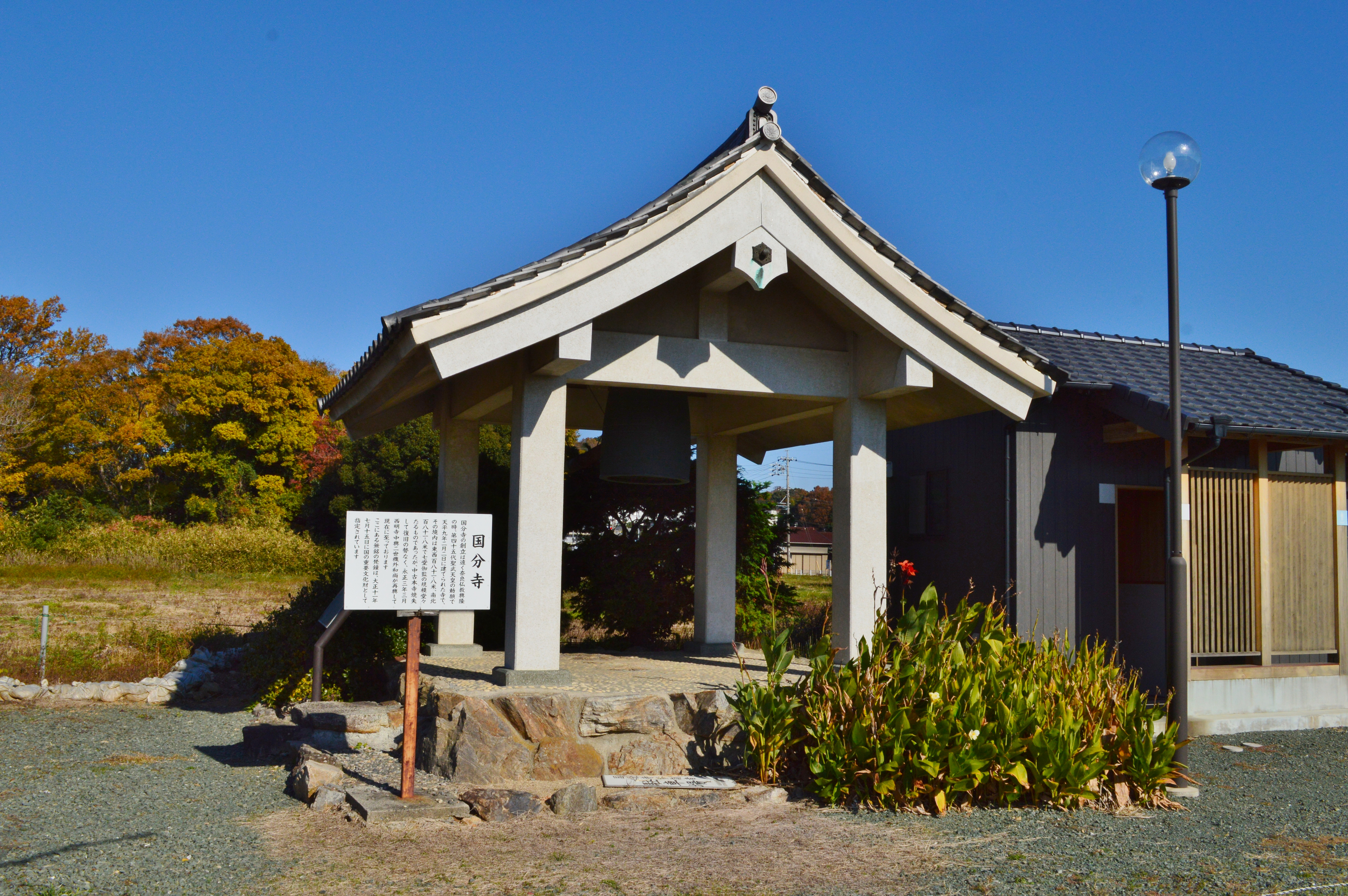
鐘楼
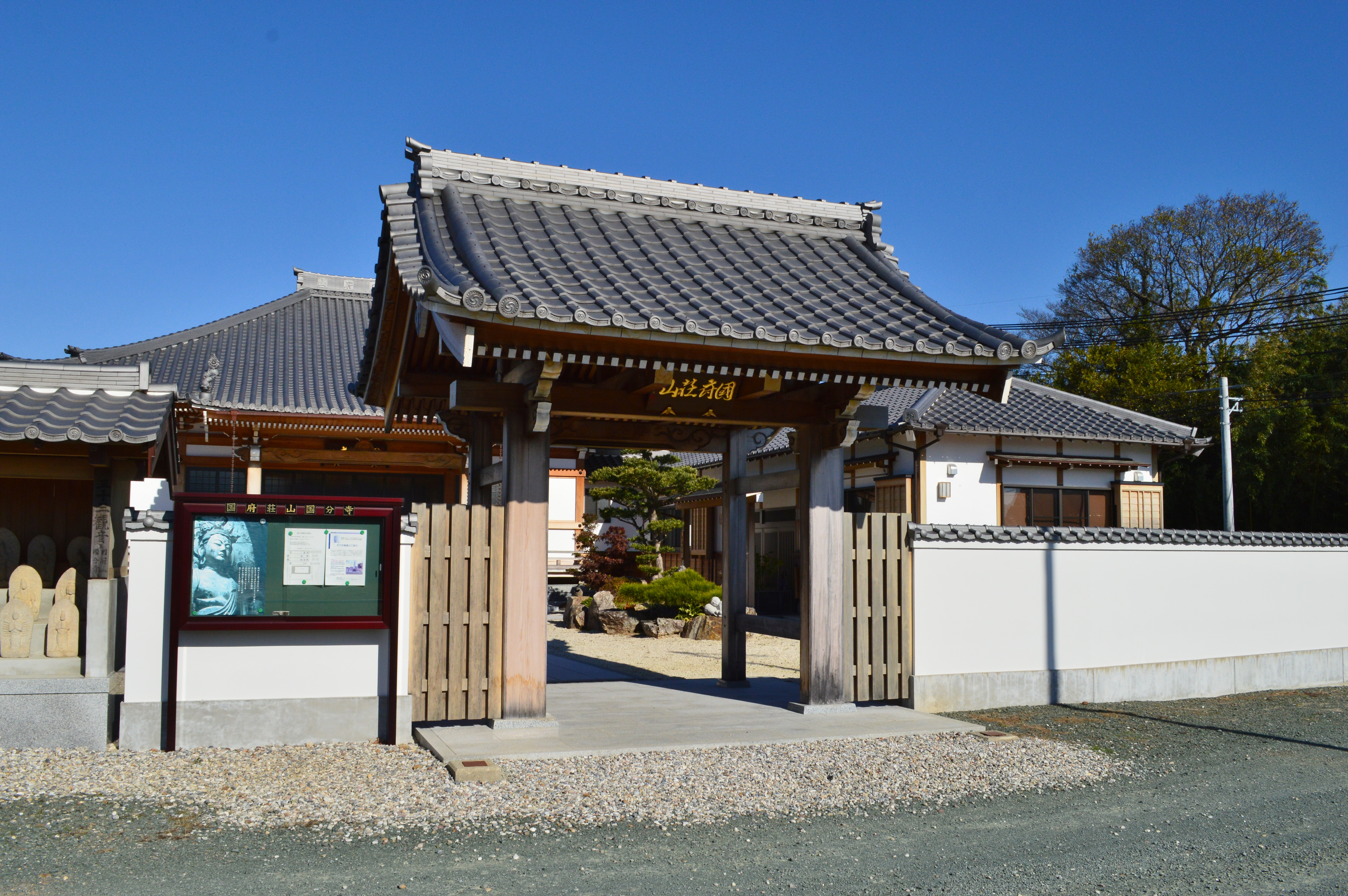
山門
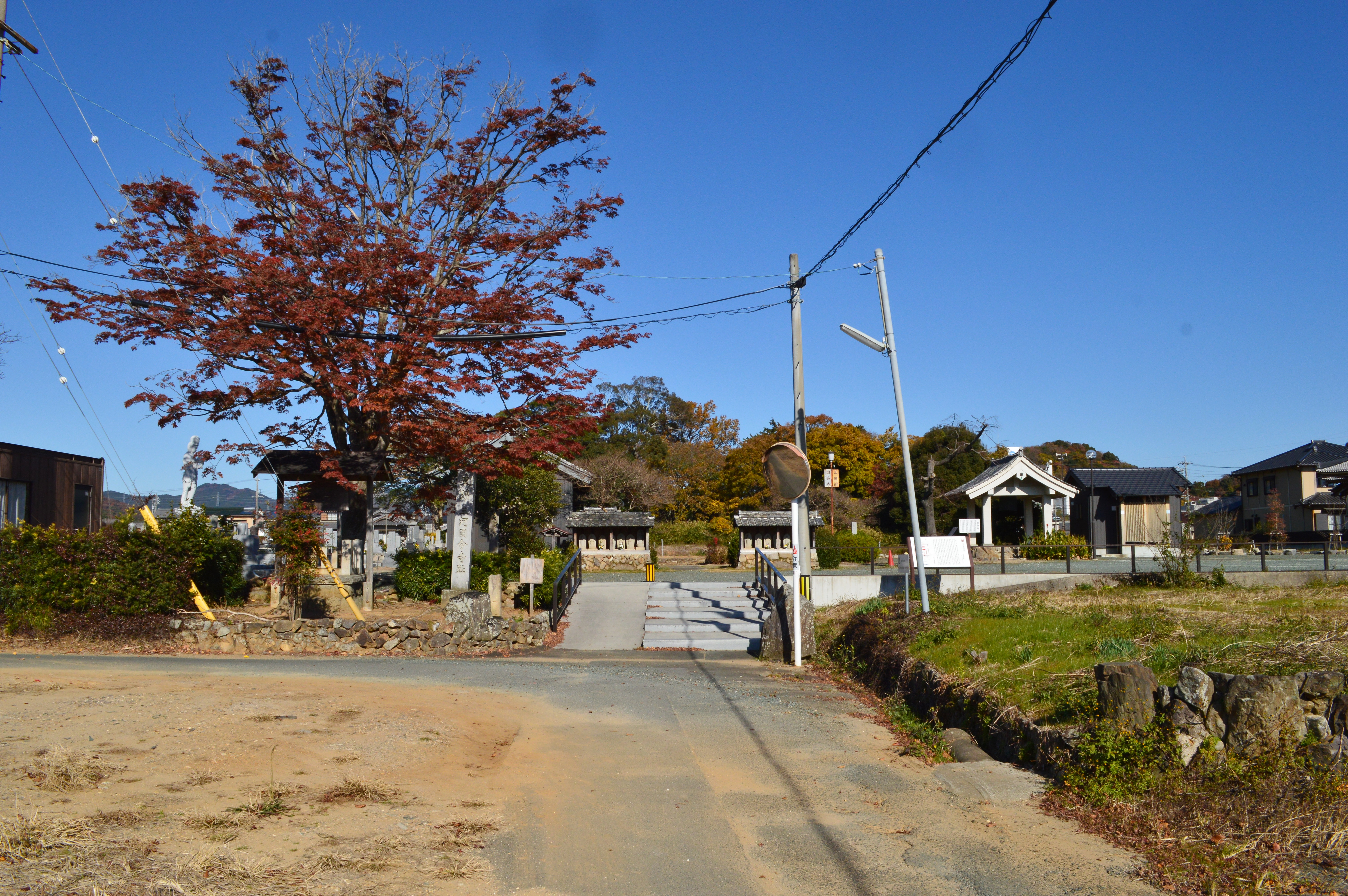
旧境内入り口（2017年時点）
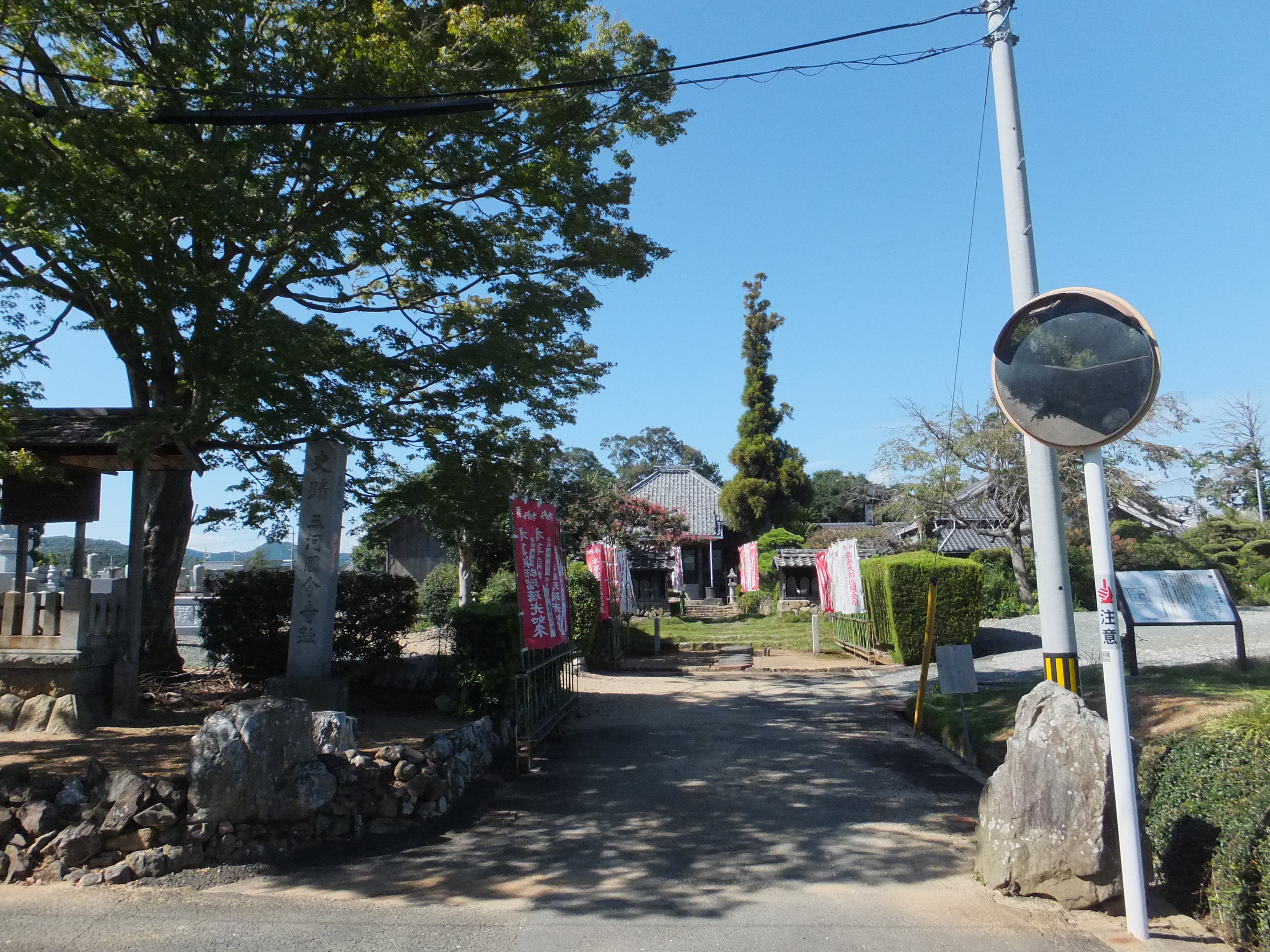
境内入り口（2012年時点） 境内奥に旧本堂が位置した。

## 三河国分寺跡

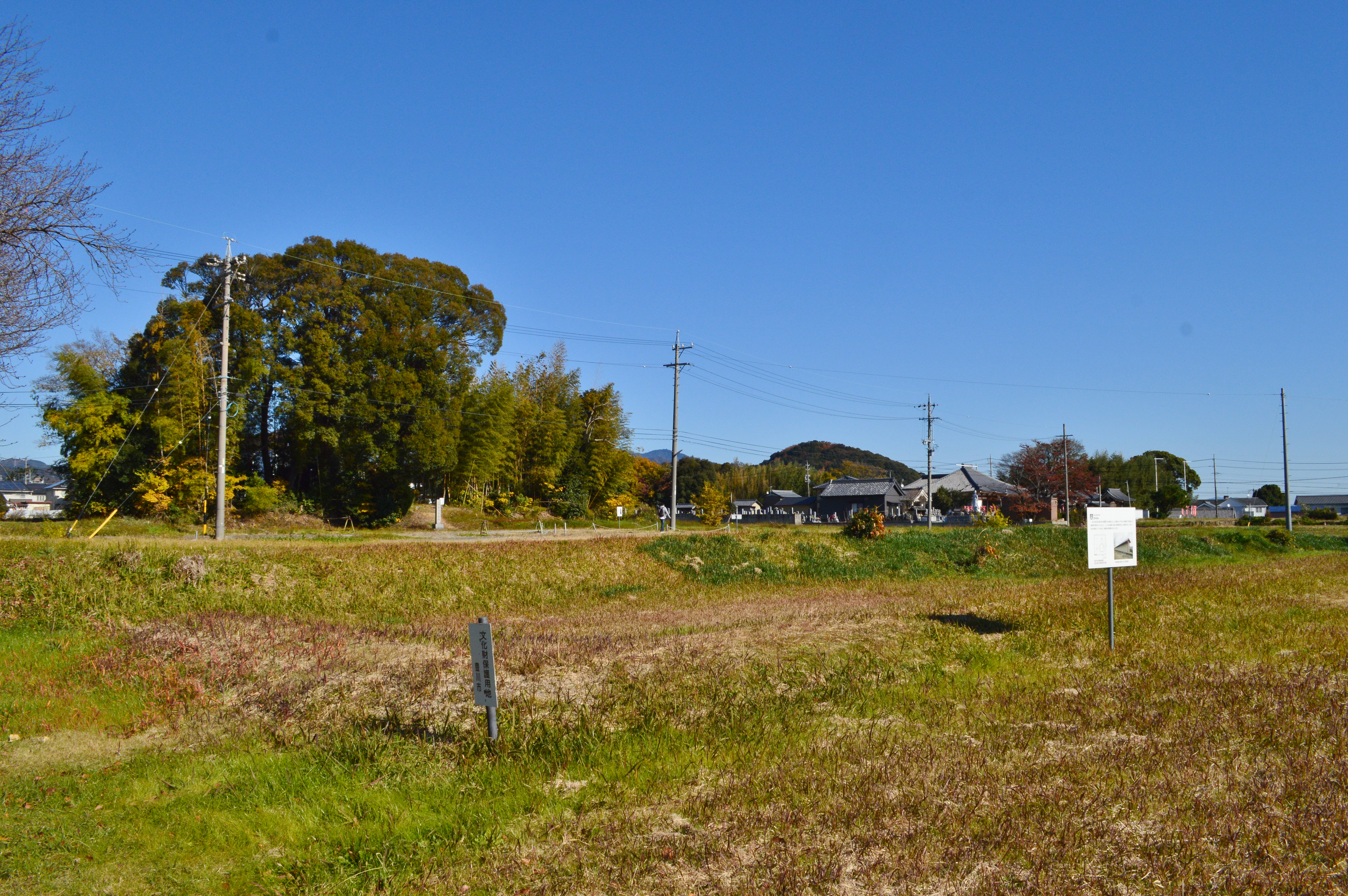
三河国分寺跡 概観手前に築地塀跡南西隅（盛土状遺構）、左に塔跡（藪）、右奥に金堂跡（現国分寺境内付近）。

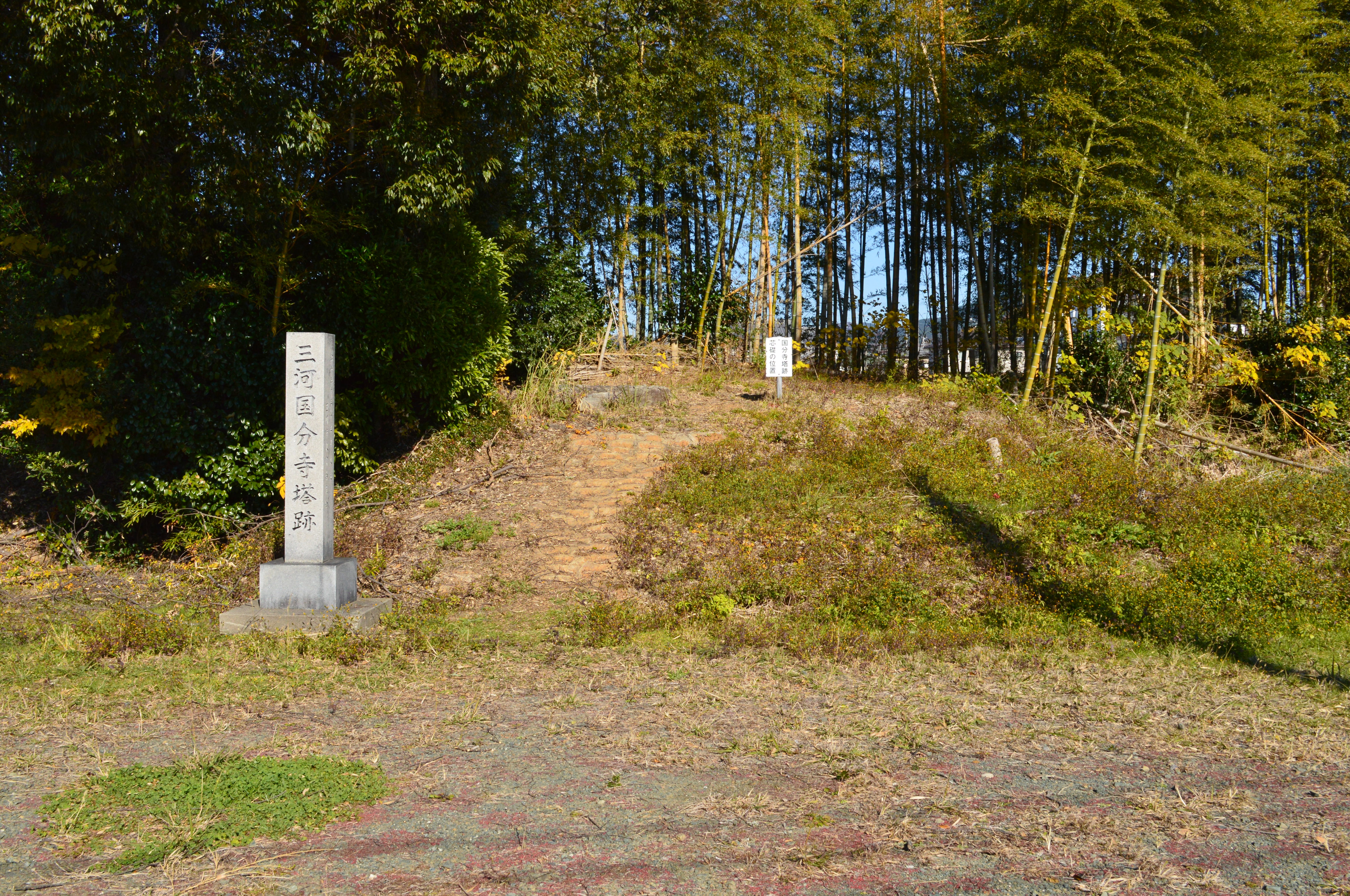
塔跡

僧寺跡の寺域は約180メートル（600尺）四方で、築地塀をもって区画する。主要伽藍として、寺域東寄り3分の1のラインに南大門・中門（推定）・金堂・講堂が南から一直線に配され、西寄りに塔が配される国分寺式伽藍配置（東大寺式伽藍配置の略型）である。中門左右からは回廊が出て金堂左右に取り付く。遺構の詳細は次の通り。
金堂
本尊を祀る建物。跡地上にはかつて現国分寺の旧本堂が位置したが、現在は東方に移転している。
塔
経典（金光明最勝王経）を納めた塔（国分寺以外の場合は釈迦の遺骨（舎利）を納めた）。他の堂宇に先がけての建立とされる。基壇は掘込地業と版築により、約16.8メートル（56尺）四方を測る。特に基壇化粧において、通常の壇上積・乱石積・瓦積ではなくヒノキ角材の特殊な構造が採用される点が注目される。この基壇は現在も高さ約1.5メートルの高まりとして遺存するが、南側では後世の削平を受けているほか、北側・西側では戦国時代に土塁として盛土がなされ、改変が加えられている。
基壇上の建物は30尺（約9メートル）四方で、10尺等間の3間四方とする。規模が小さいため通常の七重塔ではなく五重塔であったと推測され、元興寺（奈良県奈良市）の五重小塔がひな型になるとする説もある。現在は礎石2個（1個は原位置）を遺存するほか、発掘調査では青銅製の水煙破片が検出されている。
講堂
経典の講義・教説などを行う建物。基壇は東西約30.6メートル（102尺）・南北50尺以上（60尺程度か）を測る。基壇外側では、雨水に備えたと見られる玉砂利の集積が認められる。基壇上面の残存状況が悪く礎石等の遺構が検出されていないため、建物の規模・構造は明らかでない。講堂の裏手には僧房の存在が推定される。
回廊
金堂・中門を結ぶ屋根付きの廊下で、金堂左右から出て中門左右に取り付く。三河国分尼寺と同様に複廊式回廊になる。基壇幅は約9.1メートル（30尺）、柱間は桁行方向12尺・梁行方向10尺。
南大門
寺域南面の築地塀に開かれた、国分寺の正面門。基壇は東西約17.6メートルと推定されるが、南北は不明。基壇上面の残存状況が悪く礎石等の遺構が検出されていないため、建物の規模・構造は明らかでない。
築地塀
寺域を区画する塀。東面では基底部幅3.0-3.2メートルを測る。
建物に使用された瓦について、創建期の瓦窯の所在は明らかでないが、瓦の様相は三河国分尼寺跡と同じであり、ともに越中国分寺跡（富山県高岡市）のものと似通う点が注目される。9世紀-10世紀の国府・国分寺・国分尼寺の修理・建替に伴う瓦窯については、赤塚山古窯跡（豊川市市田町）であったことが判明している。
また寺域北方の国分寺北遺跡では、約100メートル四方の2区画の存在が認められており、これらは国分寺に伴う付属院地と推定される。同地では建物跡・区画溝が認められているほか、「金寺」・「僧寺」の墨書銘土器が検出されている。
なお寺域西方に鎮座する八幡宮について、国分寺鎮護の神社（国分寺八幡）とする説がある。

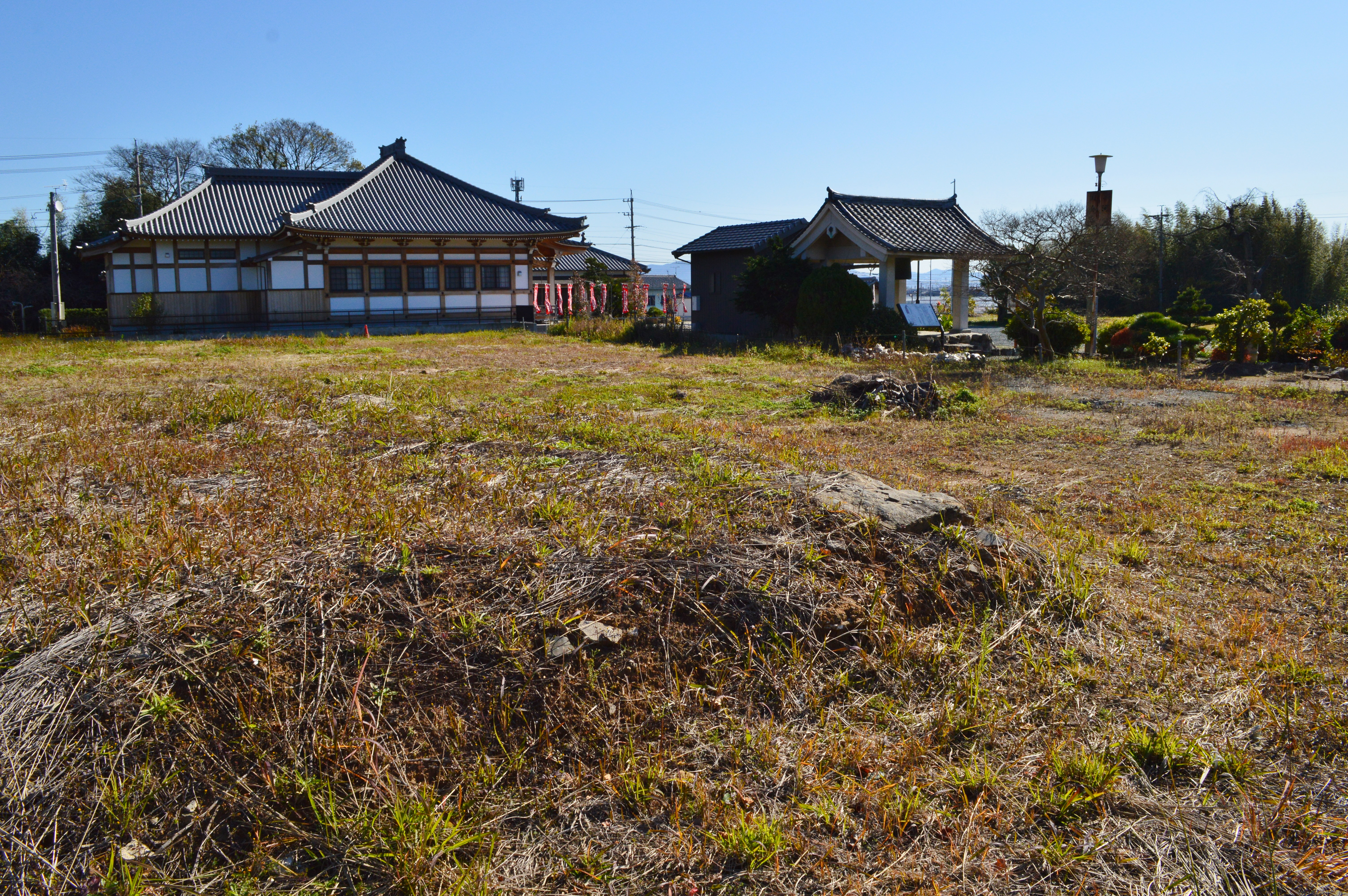
金堂跡 手前に現国分寺旧本堂跡（金堂跡に重複）、奥に現本堂。
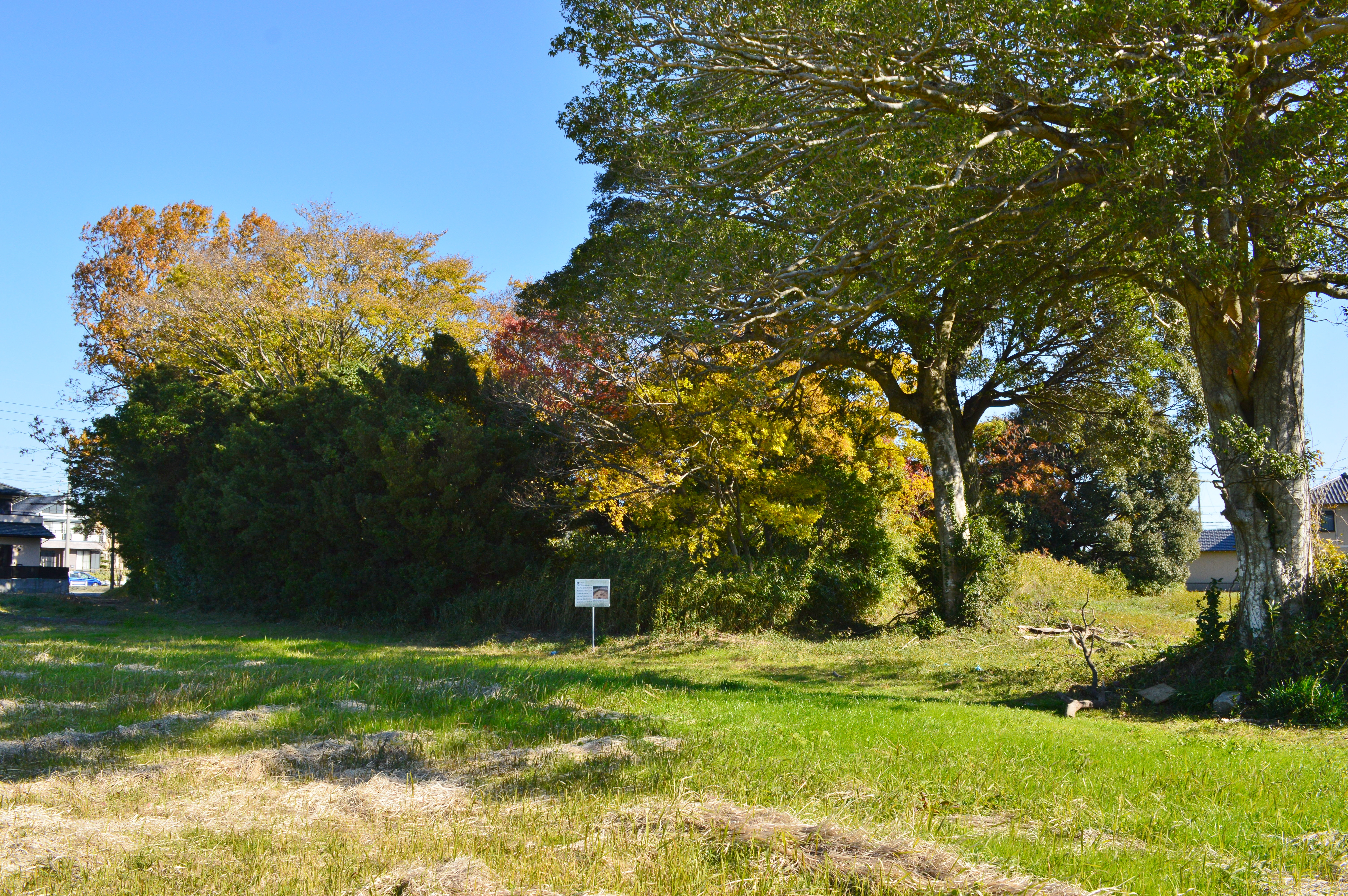
講堂跡
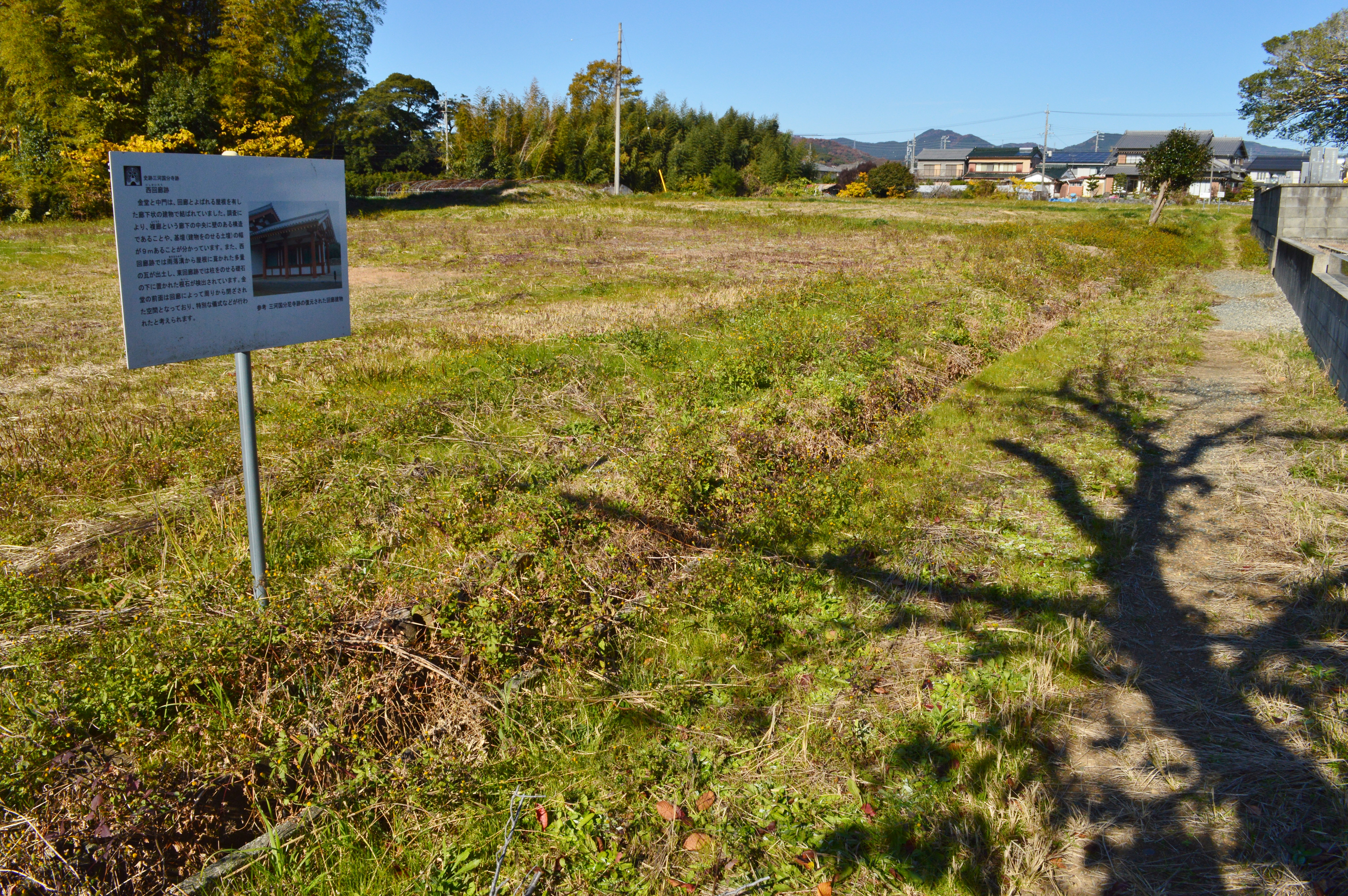
西回廊跡
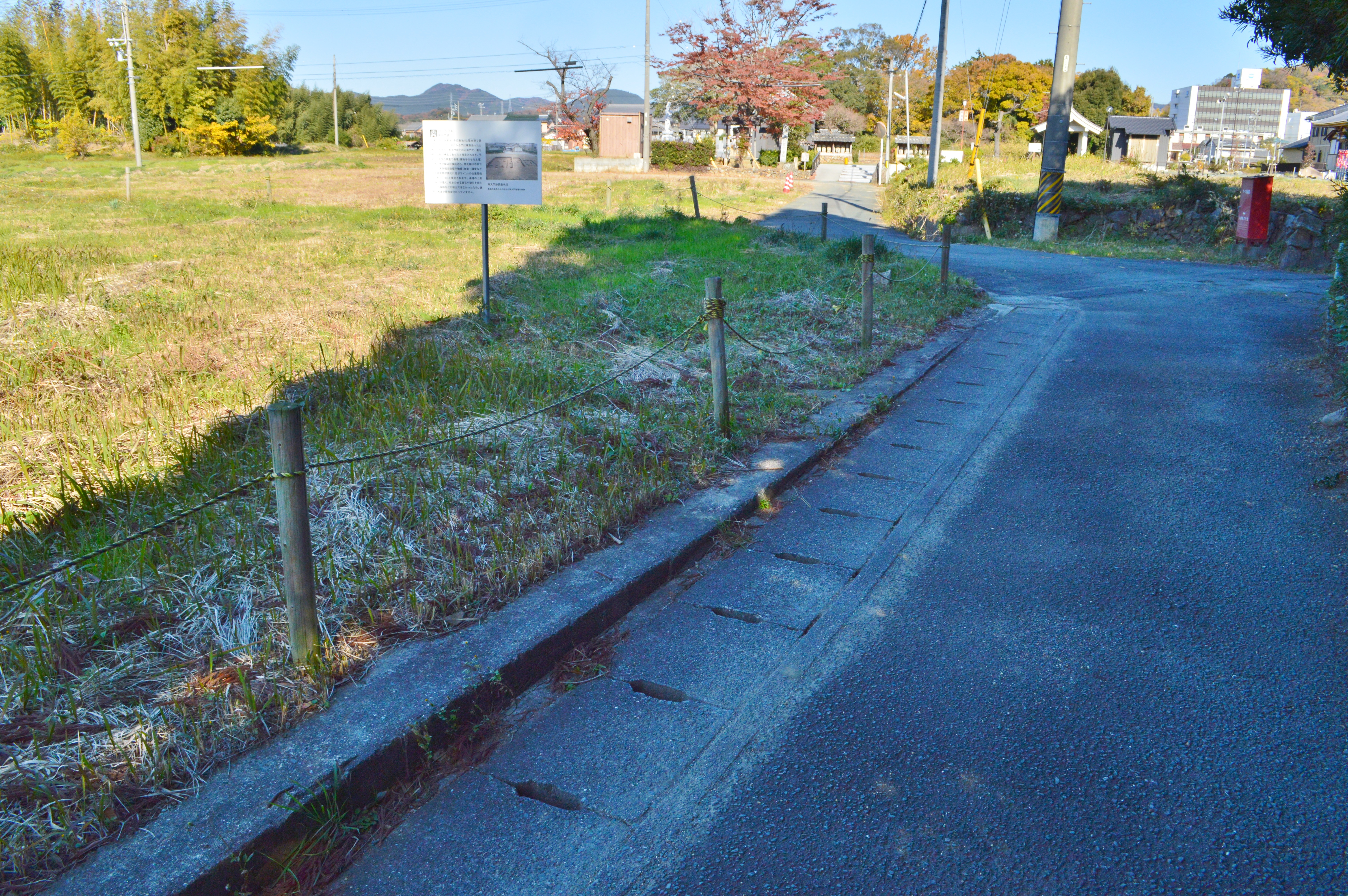
南大門跡
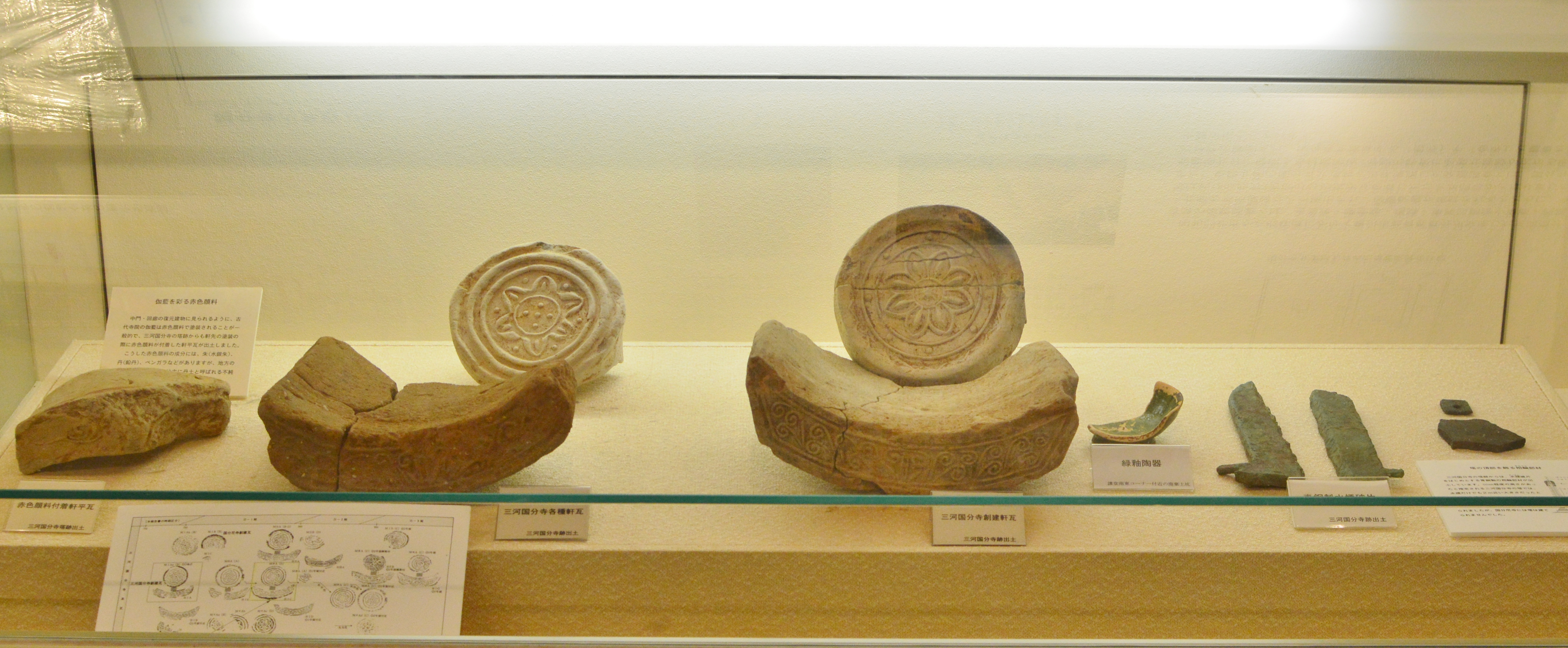
国分寺跡出土品 三河天平の里資料館展示。
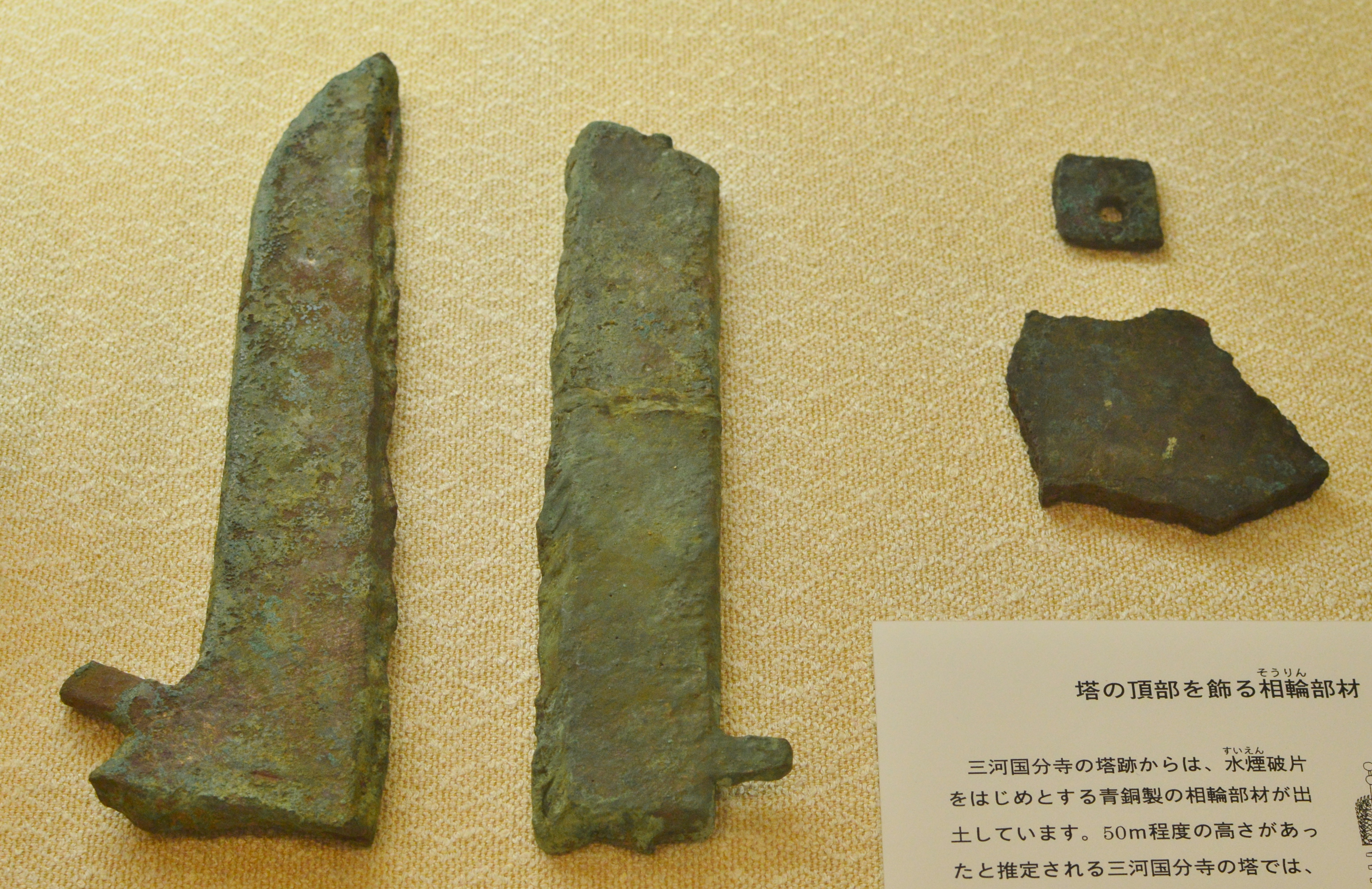
水煙破片 三河天平の里資料館展示。
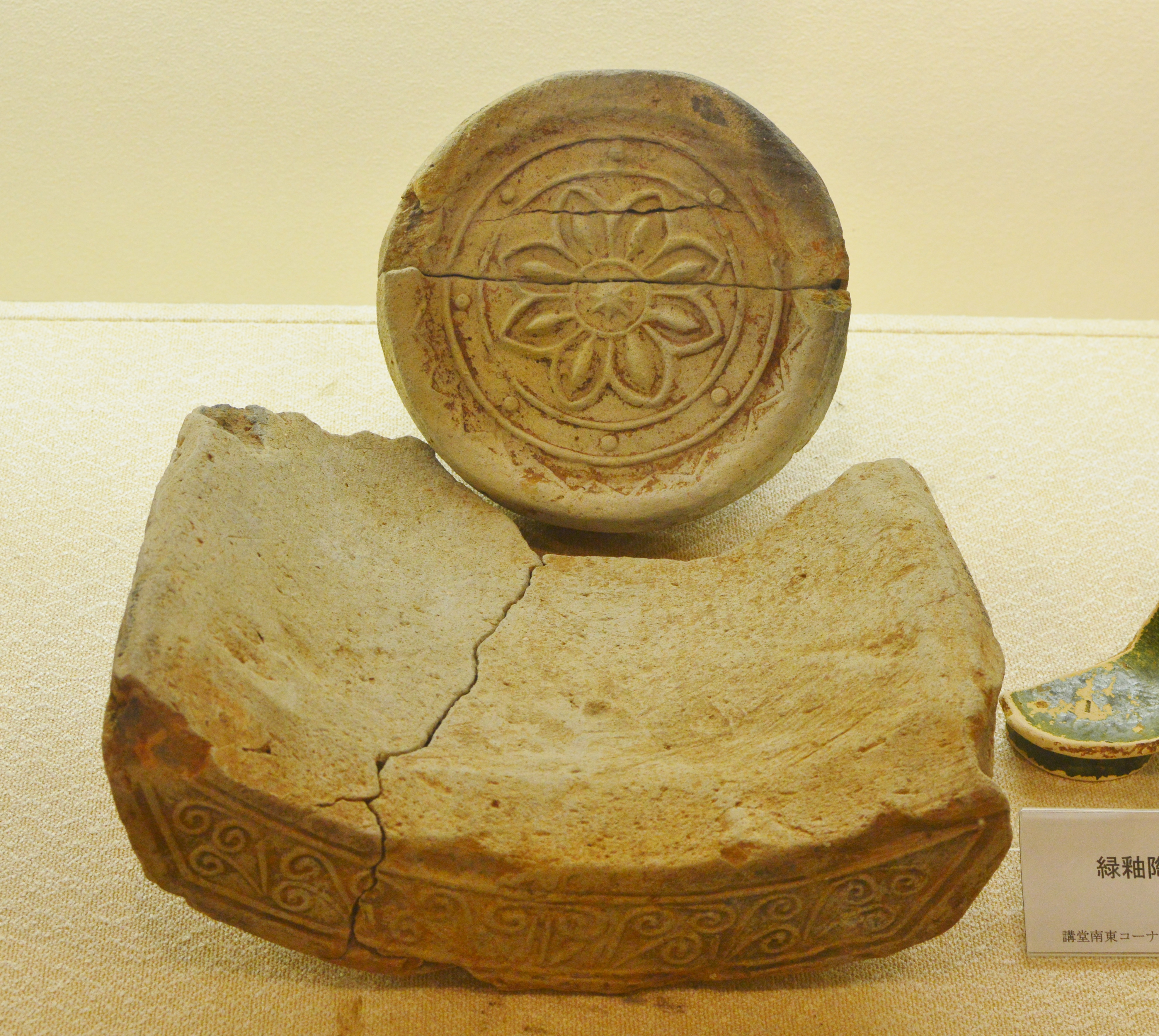
創建期瓦 三河天平の里資料館展示。
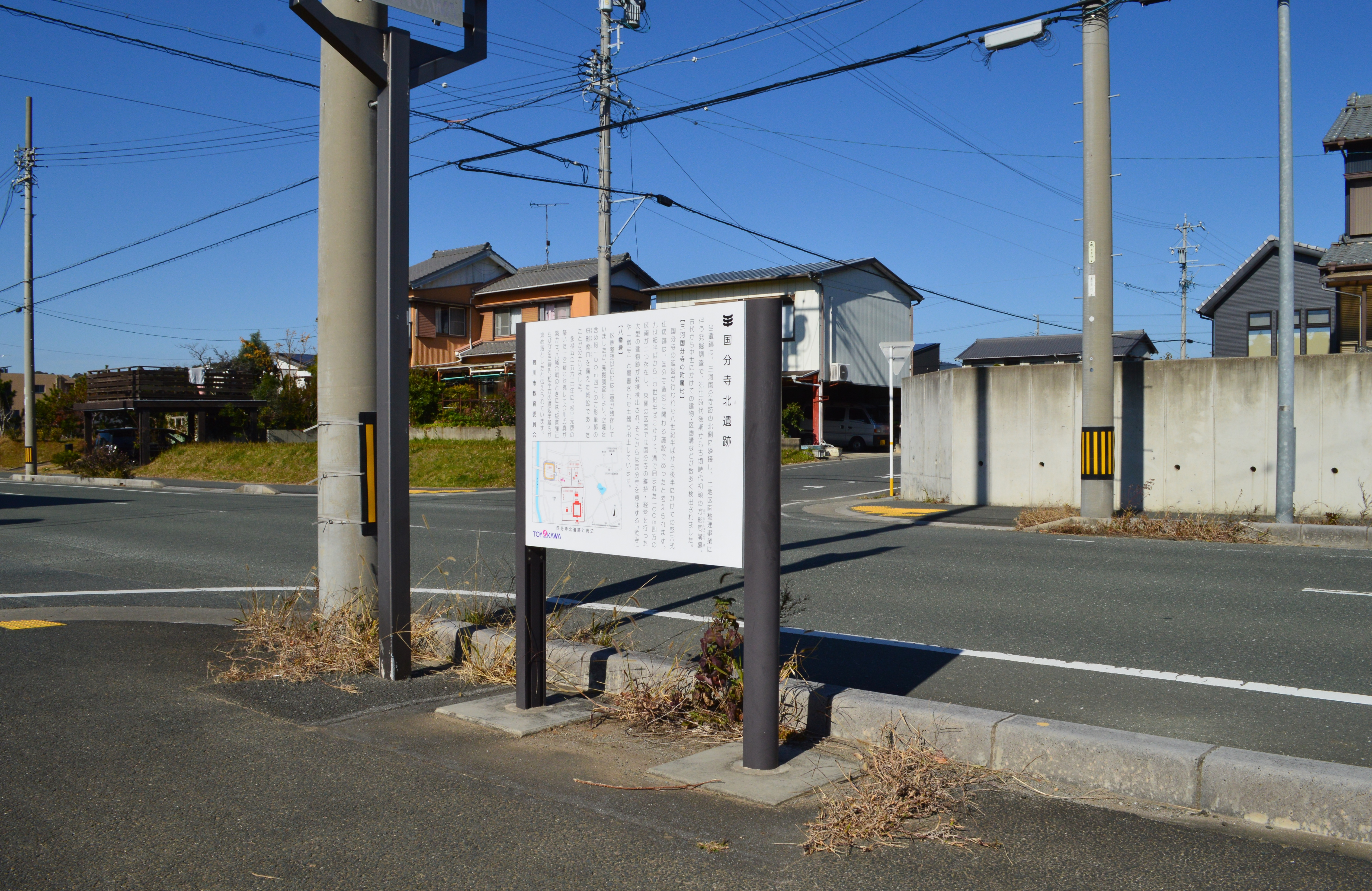
国分寺北遺跡
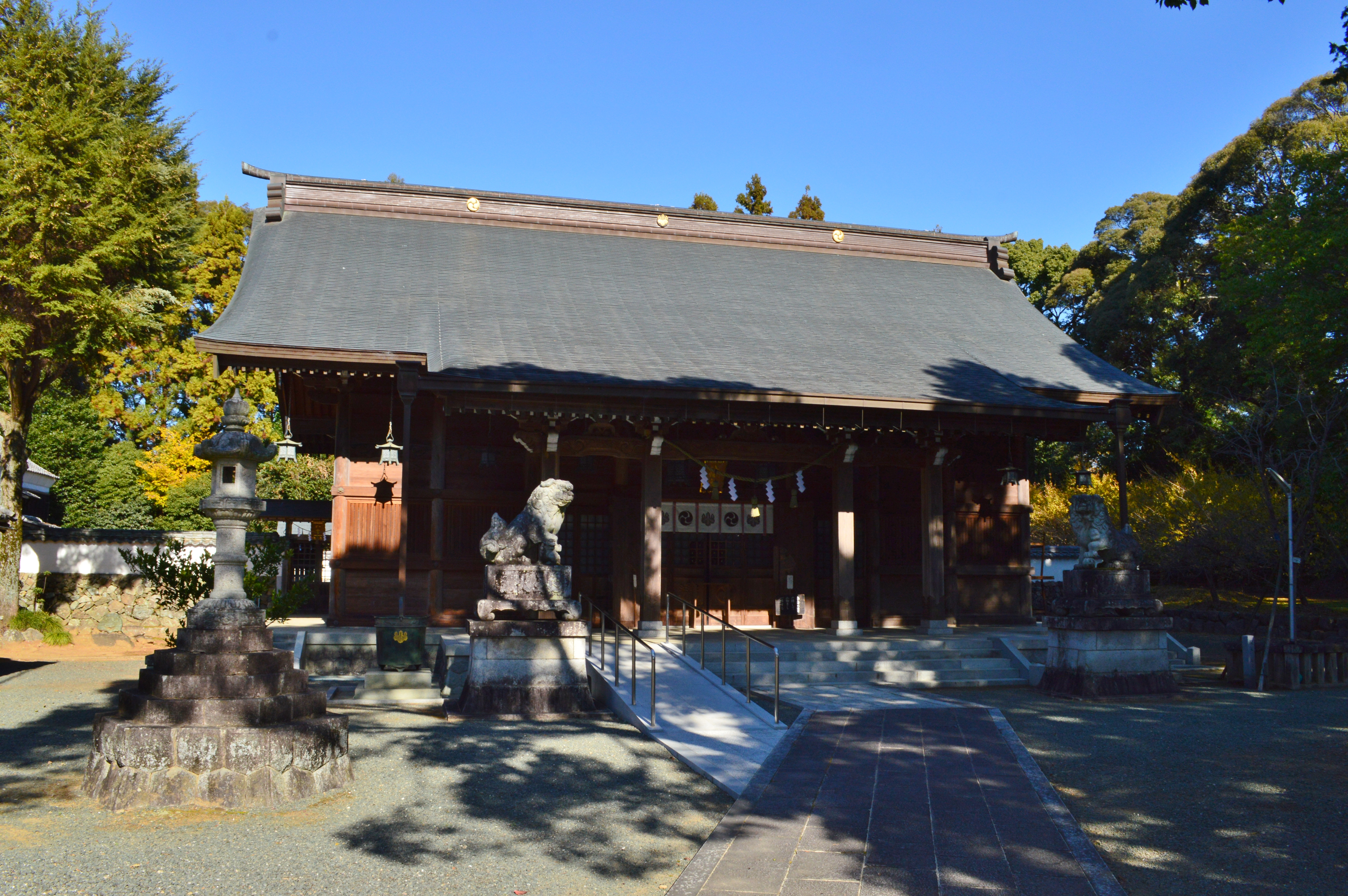
八幡宮

## 文化財

### 重要文化財（国指定）

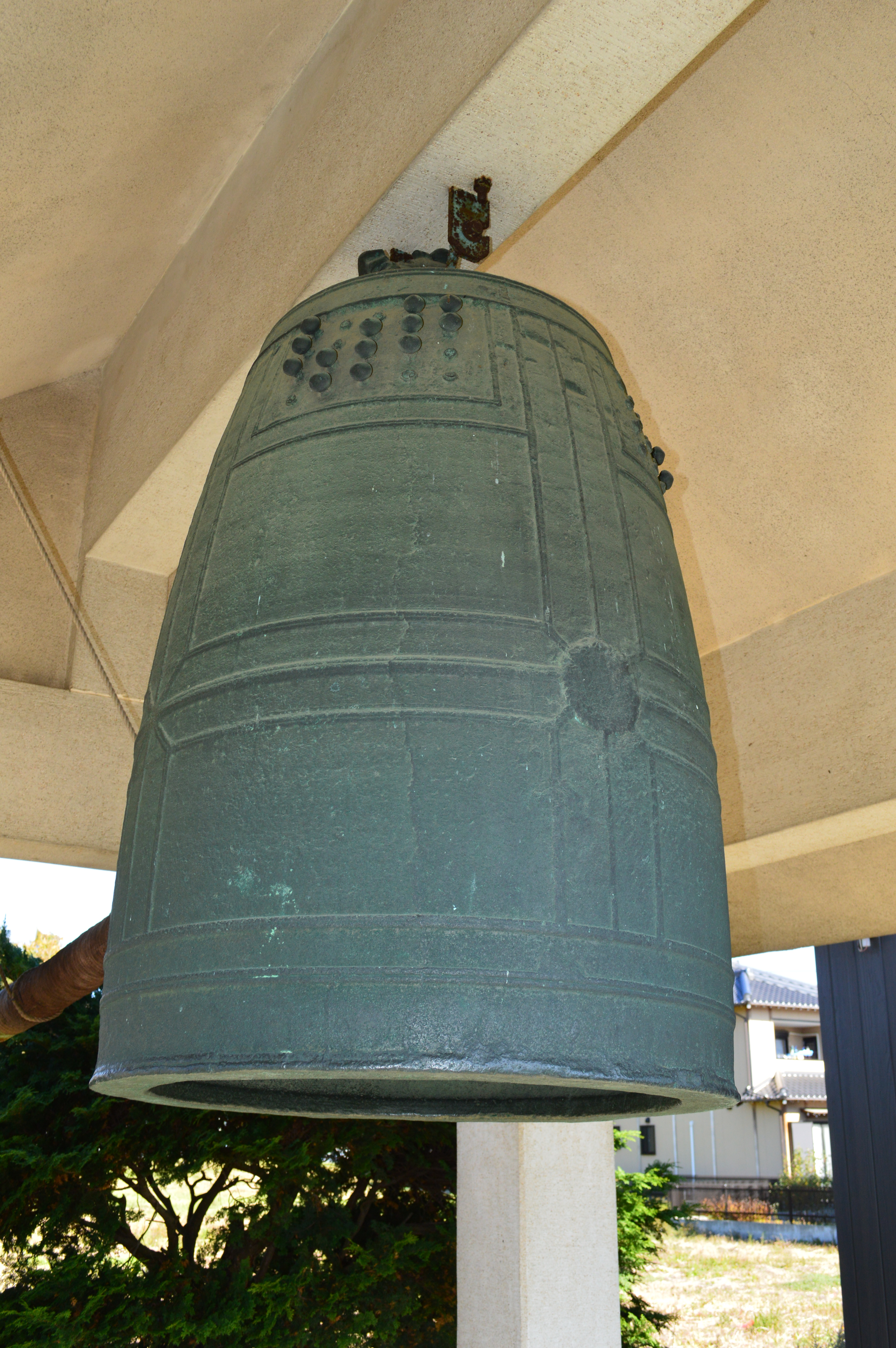
銅鐘
（国の重要文化財）

- 銅鐘（工芸品）
奈良時代の作と伝承されるが、様式的には平安時代の作とされ、古代の国分寺または国分尼寺の遺品と推定される[4]。無銘で、高さ118センチメートル、下帯回り256センチメートル、口径82.4センチメートル、重さ678キログラムを測る。竜頭の向きが撞座の向きと直交する古い形式になる。乳は元80個のうち20数個を残すが、この乳の欠失について弁慶の引きずり伝説がある。1922年（大正11年）7月15日指定[5][17][18]。

### 国の史跡
- 三河国分寺跡 - 1922年（大正11年）10月12日指定[3][17]、2019年（平成31年）2月26日に史跡範囲の追加指定（伽藍地北面の築地想定地点）[7]。

### 愛知県指定文化財
- 有形文化財
  - 木造薬師如来坐像（彫刻） - 平安時代の作。元は八幡宮に祀られた像であったが、神仏分離に伴い国分寺に譲渡された[1][2]。1957年（昭和32年）1月12日指定[17]。

## 現地情報
所在地
- 愛知県豊川市八幡町本郷31

交通アクセス
- 名古屋鉄道（名鉄）名古屋本線・豊川線 国府駅（徒歩約20分）[19]

関連施設
- 三河天平の里資料館（豊川市八幡町忍地） - 三河国分寺跡の出土品を保管・展示。

周辺
- 八幡宮
- 三河国分尼寺跡 - 国の史跡。
- 三河国府跡
- 三河総社
- 船山1号墳 - 豊川市指定史跡。東三河最大の古墳。

## 関連文献
（記事執筆に使用していない関連文献）
- 『三河国分寺跡 -史跡三河国分寺跡伽藍・寺域の確認発掘調査報告書-』豊川市教育委員会、1989年。
- 『三河国分寺跡2 -史跡三河国分寺跡整備基本構想策定に伴う確認発掘調査報告書-』豊川市教育委員会、2010年。